# Asedio a Las Palmas de Gran Canaria
El asedio a las Palmas de Gran Canaria tuvo lugar entre el 26 de junio y el 8 de julio de 1599 por parte de la flota de los Estados Generales de los Países Bajos al mando de Pieter van der Does como parte de una campaña militar dentro de la Guerra de los Ochenta Años, en la que las provincias del norte de los Países Bajos se levantaron contra Felipe II. Gran Canaria era clave en los planes de Holanda de cara a sus futuros establecimientos en las Indias Occidentales y Orientales.

## Antecedentes
La intención de la flota era asestar un duro golpe a los españoles, cortando las comunicaciones entre España y sus territorios de ultramar, capturando cuantos barcos españoles se pusieran a su alcance. Sin embargo, tras zarpar del puerto de Flesinga el 28 de mayo de 1599, fue de fracaso en fracaso.
Pieter van der Does atacó la costa norte española, siendo derrotado en La Coruña, y luego en el sur en Sanlúcar de Barrameda. Sobre aviso y preparadas para resistir su ataque, fracasó. Abandonó la península ibérica y se dirigió a las islas Canarias que fue avisada del ataque desde Amberes meses antes.

## Tropas de los contendientes

### Tropas holandesas
En 1599 Pieter van der Does es nombrado  vicealmirante del Almirantazgo de Ámsterdam. Ese mismo año los Estados Generales de los Países Bajos le otorgaron el mando de una flota de 74 buques de guerra, con insignia en el Orangieboom, y un total 12 000 hombres. La armada se agrupaba en tres escuadras, cada una con insignia naranja, blanca y azul, respectivamente: la escuadra naranja la comandaba el propio Pieter van der Does; la escuadra blanca estaba bajo las órdenes de Jan Gerbrantsz; la azul llevaba como vicealmirante a Cornelis Geleyntsz van Vlissingen.

## La batalla

### El desembarco
Se entabló un duelo entre la artillería de los navíos y los fuertes durante cinco horas. Los daños ocasionados a algunos buques no impidieron los intentos de desembarco debido entre otros motivos a que el alcaide del Castillo de la Luz, con los cincuenta soldados de la corona en la isla, dejó de disparar sus cañones. El alcaide de la fortaleza la rindió sin ni siquiera inutilizar los cañones que serían usados más tarde por los holandeses contra la torre de Santa Ana. Los holandeses fueron rechazados por los hombres de Alvarado y civiles voluntarios,  que entre los cañonazos holandeses a la playa, se adentraban al mar para rechazar las lanchas. Dicha maniobra obligaba a los holandeses a tirarse de las lanchas lo que provocaba que sus armas de fuego quedaran inutilizadas. En dichas escaramuzas Van der Does fue herido dos veces y Alonso Alvarado murió y fue sustituido por Pamochamoso.
En el quinto intento de desembarco los holandeses lograron su objetivo debido a unas lanchas planas que se aproximaron por una zona de bajíos y no estaba preparada para la defensa junto a la superioridad del alcance de la fusilería, hiciese de la defensa algo insostenible. En el desembarco hubo un total de 1000 bajas neerlandesas y alrededor de un centenar de isleñas.

### Batalla del Batán
Con Las Palmas tomada y en estado de saqueo, la capital se trasladó temporalmente a la Villa de Santa Brígida, en el interior de la isla. El comandante holandés ordenó que esperasen a la llegada de un contingente de 1500 mosqueteros al mando del capitán Diricksen Cloyer, que debían ascender por el barranco de Guiniguada y tomar la Villa.
Unos 500 isleños se adentraron en el intrincado bosque del Monte Lentiscal para atraer a los holandeses los cuales siguieron tras ellos. Los milicianos los abatieron, cortando en seco su avance en el cerrillo del Batán. Los que quedaron vivos se marcharon en desbandada. El capitán Cloyer murió en esta batalla.
Esa misma tarde los holandeses saquearon la Catedral de Santa Ana, el Cabildo, el palacio episcopal, conventos y casas nobles de la ciudad, incendiaron la fortaleza de La Luz y Van der Does ordenó la salida de Las Palmas.